# Сан-Феле
Сан-Феле (итал. San Fele) — коммуна в Италии, расположена в регионе Базиликата, подчиняется административному центру Потенца.
Население составляет 3751 человек, плотность населения составляет 39 чел./км². Занимает площадь 96 км². Почтовый индекс — 85020. Телефонный код — 0976.
Покровителем коммуны почитается святой Себастьян. Праздник ежегодно празднуется 20 января. Ежегодно 30-31 июля в городе совершается празднество в честь местного уроженца святого Юстина де Якобиса.